# Аугусто Поросо
Аугусто Порозо (на испански: Augusto Porozo) е еквадорски футболист и защитник. Играе с националния отбор по футбол на Еквадор на Световното първенство по футбол през 2002 в Япония и Южна Корея, но отпадат още в групите.
Играе в отбора Емелек от 1993. През 1993, 1994 и 2001 с него печели титлата в държавното първенство.
Има над 30 мача за националния отбор. Първият му мач за него е на 28 януари 1999, когато Еквадор играе срещу Коста Рика.